# قیراطه، حماة
قیراطه (به عربی: قیراطة) یک روستا در سوریه است که در ناحیه قلعه المضیق واقع شده‌است. قیراطه ۲۶۷ نفر جمعیت دارد.